# Đỗ Đình Thiện
Đỗ Đình Thiện (1904-1972) là một người đại tư sản dân tộc của Việt Nam, nhà tư sản ủng hộ Đảng Cộng sản Việt Nam. Trước Cách mạng tháng Tám ông đã là chủ cửa hàng buôn bán tơ lụa tại Hà Nội; chủ của nhiều đồi điền, nhà máy Chi Nê, Hòa Bình và là chủ một nhà máy dệt ở Gia Lâm.

## Tiểu sử
Đỗ Đình Thiện sinh năm 1904 (Giáp Thìn) và là con út trong một gia tộc nổi tiếng ở Hà Nội những năm đầu thế kỷ trước. Thuở nhỏ, ông theo học 4 năm chữ nho, sau đó chuyển sang học chữ quốc ngữ ở trường Hàng Vôi, Hà Nội. Năm 1926, ông tham gia phong trào bãi khóa để tang cụ Phan Châu Trinh nên bị đuổi học và phải làm lại giấy khai sinh để xuống Nam Định học tiếp .
Năm 1927, ông theo học trường Kỹ sư Canh nông ở Toulouse, Pháp và gia nhập Đảng Cộng sản Pháp, hoạt động đấu tranh vì mục tiêu giải phóng giai cấp vô sản cùng với Trần Văn Giàu, Nguyễn Văn Tạo, Phan Tư Nghĩa, Châu Lượng, Nguyễn Văn Dựt và vợ chồng Trương Công Quyền.
Tháng 10/1931, ông bị cảnh sát bắt vì tự in truyền đơn cách mạng và định gửi về Việt Nam qua một số lính Đông Dương mãn hạn trong quân đội Pháp. Trong thời gian ở tù, ông đã không chịu khai bất cứ một ai trong tổ chức của mình mà nhận hoàn toàn trách nhiệm thuộc về mình. Ông bị tòa án Toulouse kết án 4 tháng tù giam và trục xuất về nước.
Năm 1932, ông kết hôn với bà Trịnh Thị Điền, cán bộ hoạt động cách mạng bí mật, đã được hứa hôn từ trước khi đi Pháp. Do bị chính quyền đương thời quản thúc chặt chẽ, ông bà Thiện - Điền chuyển sang làm kinh tế, trước là để nuôi sống gia đình, sau là để ủng hộ cách mạng khi có thời cơ. Bằng chữ tín, tài trí và sự quyết tâm, ông bà trở nên giàu có nổi tiếng Hà Thành với tiệm tơ Cát Lợi ở 54 Hàng Gai, Hà Nội, nhà máy dệt ở Gia Lâm, đồn điền Chi Nê ở Hòa Bình,...
Căn nhà 54 Hàng Gai từng là cơ sở cưu mang những lãnh tụ cách mạng như Nguyễn Lương Bằng, Trường Chinh Phạm Văn Đồng ,... và cũng là nơi nhiều lần Chủ tịch Hồ Chí Minh tiếp khách nước ngoài và những nhân sĩ trí thức như cụ Huỳnh Thúc Kháng.
Tháng 12/1945, ông được cử là một trong 8 thành viên của Hội đồng quản trị Đại học đầu tiên của nước Việt Nam Dân chủ Cộng hòa  và được đề nghị xuống Nam Định để ứng cử Quốc hội khóa I nhưng ông từ chối.
Tháng 6/1946, ông là một trong hai người tháp tùng Chủ tịch Hồ Chí Minh trong chuyến ngoại giao đầu tiên của Chủ tịch nước Việt Nam Dân chủ Cộng hòa ở Fontainebleau, Pháp. Là thư ký riêng, ông đã có một cuốn nhật ký tỉ mỉ và những bức ảnh về hành trình, làm việc của Chủ tịch Hồ Chí Minh tại nước Pháp trong chuyến đi kéo dài 3 tháng .
Tháng 12/1946, ông bà Thiện chuyển về đồn điền Chi Nê của gia đình giúp Chính phủ xây dựng nhà máy in tiền và cung cấp quân lương cho kháng chiến.
Tháng 2/1947, đồn điền Chi Nê bị Pháp oanh tạc, cả gia đình ông bà chuyển lên chiến khu Việt Bắc tham gia kháng chiến. Thời gian từ năm 1947 đến năm 1953, ông đảm nhận các công tác như: Giám đốc trưởng nhà máy cơ khí Trần Hưng Đạo, Trưởng phòng Quỹ Ngân hàng Quốc gia Việt Nam,... nhưng ông tình nguyện không nhận lương.
Theo một tài liệu ở Trung tâm Lưu trữ Hải ngoại (C.A.O.M) của Pháp, ông Đỗ Đình Thiện đã từng là thành viên của Tổng bộ Việt Minh (1. Hồ Chí Minh, 2. Võ Nguyên Giáp, 3. Hoàng Quốc Việt, 4. Đỗ Đình Thiện, 5. Đặng Xuân Khu, 6. Phạm Văn Đồng, 7. Lê Văn Hiến, 8. Trần Huy Liệu, 9. Trần Văn Giàu, 10. Phạm Ngọc Thạch, 11. Nguyễn Lương Bằng, 12. Nguyễn Văn Tạo, 13. Tạ Quang Bửu, 14. Lê Giản) với cương vị Tổng Thủ quỹ Tài chính Xứ Bộ Bắc Kỳ .
Hòa bình lập lại, ông cùng gia đình sống tại nhà riêng ở 76 Nguyễn Du, Hà Nội và ông tham gia Ủy ban Trung ương Mặt trận Tổ quốc Việt Nam từ năm 1956 cho đến lúc mất, ngày 2/1/1972.
Đỗ Đình Thiện được xem là người thẳng thắn, cương trực, khiêm tốn, không màng danh lợi, không sợ cường quyền nhưng cũng là người lịch lãm, tinh tế, hấp dẫn và có khả năng cuốn hút người khác. "Lúc đi học làm cách mạng, ra đời kinh doanh kỹ nghệ và nông nghiệp, tham gia vào công cuộc xã hội" - ông trả lời như vậy khi được hỏi về tiểu sử bản thân .

### Kết hôn - Lập gia đình

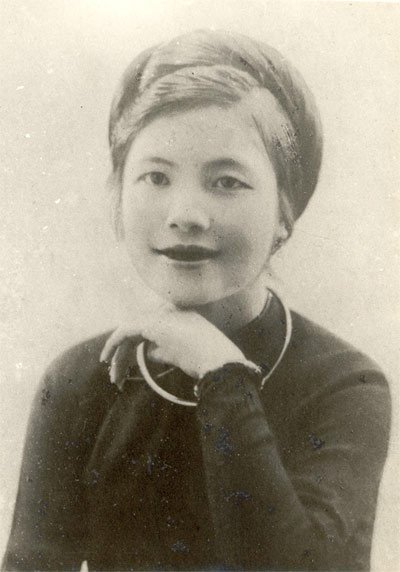
Chân dung bà Trịnh Thị Điền

Vợ của ông là bà Trịnh Thị Điền (1912-1996) sinh tại Hà Nội, một nhà hoạt động cách mạng bí mật từ rất sớm.
Tháng 1/1929, bà gia nhập Tân Việt Cách mạng Đảng, tham gia hoạt động cùng các đồng chí Nguyễn Tạo, Nguyễn Tuấn Thức, Nguyễn Trọng Đàm,...
Năm 1930, Đảng Cộng sản Đông Dương được thành lập, bà thoát ly gia đình và tham gia công tác cách mạng ở Hải Phòng, Hòn Gai, Hà Nội theo gợi ý của đồng chí Nguyễn Thị Minh Khai.
Tháng 2/1931 bà bị Pháp bắt và bị giam giữ cùng các nhà cách mạng khác như Nguyễn Lương Bằng, Lê Duẩn,... Mặc dù bị tra tấn dã man ở Sở mật thám Hải Phòng và Hà Nội nhưng bà đã dũng cảm chịu đựng, không cung khai và đã tuyệt thực 7 ngày để phản đối việc tra tấn, ngược đãi đối với phụ nữ. Không khai thác được gì, không đủ bằng chứng, tháng 11/1931 thực dân Pháp đã phải trả tự do cho bà.
Ra tù, bà vẫn bí mật liên lạc và tiếp tế cho các đồng chí còn bị giam. Bà đã gửi 2 lưỡi cưa sắt cho các đồng chí Nguyễn Lương Bằng, Nguyễn Tạo,... góp phần tổ chức thành công cuộc vượt ngục đêm Noel 1931 tại nhà tù Hỏa Lò, Hà Nội.
Năm 1932, sau khi kết hôn, ông bà Thiện - Điền làm kinh doanh, một hình thức làm cách mạng khi bị chính quyền đương thời quản thúc. Ngoài việc đóng góp tài chính cho cách mạng, bà Trịnh Thị Điền còn tham gia Ủy ban Hành chính Kháng chiến khu Hoàn Kiếm, Hà Nội; Ủy viên Ban chấp hành Trung ương Hội Liên hiệp phụ nữ Việt Nam từ năm 1946 đến năm 1955 và Thủ quỹ của Ngân hàng Quốc gia Việt Nam.
Ông bà Đỗ Đình Thiện có bốn người con, người con gái cả - kỹ sư luyện kim Đỗ Thanh Liên đã từng xung phong đi phục vụ chiến dịch Điện Biên Phủ khi đang là học sinh lớp 8, con gái thứ hai Đỗ Kim Anh là kỹ sư dệt, con gái thứ ba - bác sĩ Đỗ Thiên Hương đã 21 lần được gặp Hồ Chủ tịch , người con trai út Đỗ Long Vân là Giáo sư, Tiến sĩ khoa học, Chủ tịch Hội Toán học Việt Nam (1994-2004) , Chủ tịch Hội Toán học Đông Nam Á - SEAMS (2000-2001) .

## Những đóng góp cho nền tài chính cách mạng
Năm 1943, ông bà Thiện đã đưa cho ông Nguyễn Lương Bằng 30.000 đồng Đông Dương trong lúc quỹ Đảng chỉ còn 24 đồng! Cũng năm đó, ông bà tiếp tục gửi cho quỹ Đảng qua ông Nguyễn Tạo 20.000 đồng Đông Dương . Đến năm 1945, bà Thiện gửi 100.000 đồng Đông Dương cho quỹ Đảng để chuẩn bị khởi nghĩa .
Cách mạng tháng Tám thành công, ông Đỗ Đình Thiện được cử phụ trách Quỹ độc lập, sau đó là Tuần lễ vàng. Ông bà Thiện đã đóng góp 64 lạng vàng và mua (rồi tặng lại) tấm chân dung Hồ Chí Minh với giá 1 triệu đồng để ủng hộ Quỹ .
Đồn điền Chi Nê ông bà Thiện mua năm 1943 với giá 1 triệu đồng Đông Dương (tương đương 2.000 lạng vàng) với chiều dài khoảng 13 km, chiều rộng khoảng 9 km, trong đó có tới 2.000 mẫu ruộng trồng lúa, 4.000 trâu, bò, cừu, dê, 400.000 gốc cà phê và 200.000 gốc xoan  đã trở thành cơ sở in tiền đầu tiên của nước Việt Nam dân chủ Cộng hòa. Năm 1947, sau khi bị máy bay Pháp oanh tạc, gia đình Đỗ Đình Thiện hi sinh toàn bộ đồn điền cùng với tài sản ở đây để đóng góp cho cách mạng và về chiến khu Việt Bắc.
Ở Việt Bắc, Đỗ Đình Thiện phụ trách về máy móc, phương tiện cho các binh công xưởng, sản xuất giấy cho nhà máy in tiền,... trên cương vị giám đốc trưởng của nhà máy Trần Hưng Đạo, với bí danh Hai Chi (tức ông Hai chủ đồn điền Chi Nê).
Gia đình Đỗ Đình Thiện là một trong số những người Hà Nội đầu tiên đi kháng chiến; để lại hai ngôi nhà, một nhà máy, một đồn điền và rất nhiều của cải; đi theo Cách mạng và Cụ Hồ cho đến ngày Điện Biên Phủ toàn thắng. Hòa bình về, gia đình họ cũng chỉ là những lương dân bình thường, thậm chí cụ ông còn không hưởng lương cho đến khi mất và không hề đòi hỏi bất kỳ sự đền đáp nào.

## Phần thưởng và vinh danh
Với những đóng góp to lớn cho cách mạng, năm 1950 ông bà Đỗ Đình Thiện được Nhà nước Việt Nam dân chủ Cộng hòa tặng thưởng Huân chương kháng chiến hạng Nhì - một trong hai trường hợp cả hai vợ chồng cùng được thưởng huân chương vào thời điểm đó.
Năm 1991, bà Trịnh Thị Điền được Nhà nước Cộng hòa xã hội Chủ nghĩa Việt Nam tặng thưởng Huân chương Độc lập hạng Nhất. Bà cũng được tiêu chuẩn an táng khi tạ thế ở nghĩa trang Mai Dịch nhưng bà có ý nguyện được an táng gần cụ ông ở nghĩa trang quê nhà - thôn Đống, xã Cổ Nhuế, Từ Liêm, Hà Nội.
Ngoài ra, ông bà cũng nhận được nhiều phần thưởng khác như Huy chương "Vì sự nghiệp đại đoàn kết toàn dân", Huy chương "Vì sự nghiệp tài chính của Đảng", Huy chương "Vì sự nghiệp giải phòng phụ nữ",...
Năm 2007, địa điểm nhà máy in tiền tại Đồn điền Chi Nê của ông bà Đỗ Đình Thiện trong những năm 1946-1947 được xếp hạng di tích lịch sử quốc gia .
Năm 2008, ông Đỗ Đình Thiện được Nhà nước truy tặng Huân chương Hồ Chí Minh.
Năm 2009, ông Đỗ Đình Thiện và bà Trịnh Thị Điền được Nhà nước truy tặng Kỷ niệm chương "Quyết tử cho Tổ quốc quyết sinh".
Năm 2011, một dự án xây dựng trường Mầm non mang tên Đỗ Đình Thiện đã và đang được triển khai ở xã Cổ Nghĩa, Lạc Thủy, Hòa Bình .
Năm 2014, một tuyến phố ở quận Nam Từ Liêm đã được đặt tên Đỗ Đình Thiện theo Quyết định số 31/QĐ-UBND ngày 2/1/2014 của UBND thành phố Hà Nội về việc đặt tên và điều chỉnh độ dài một số đường, phố trên địa bàn thành phố Hà Nội.
Năm 2019, công trình Nhà tưởng niệm người có công và cán bộ, công nhân Nhà máy in tiền tại đồn điền Chi Nê, huyện Lạc Thủy được khánh thành nhằm tôn vinh những đóng góp của gia đình ông Đỗ Đình Thiện .
Sinh thời, Chủ tịch Hồ Chí Minh luôn dành cho gia đình Đỗ Đình Thiện những tình cảm yêu quý và sự quan tâm đặc biệt. Chủ tịch Hồ Chí Minh đã từng nói trong một lần nhắc tới gia đình Đỗ Đình Thiện: "Gia đình ấy với mình chỉ là một" .